# Temporada 2019 de la Copa Kobe de Circuitos
La temporada 2019 de la Copa Kobe Motor de circuitos es la segunda temporada de esta competición de automovilismo.

## Novedades en la temporada[1]
- Se introduce el trofeo Super Junior donde puntuarán los pilotos nacidos en 2003 y 2004.
- Se introduce el trofeo Rookie donde punturarán los pilotos que participen por primera vez en la copa Kobe.
- La parrilla de salida de la segunda carrera se realizará con las posiciones finales de la primera carrera, invirtiendo las 13 primeras posiciones.
- La puntuación de la primera carrera se multiplica por 1,5.

## Pilotos
| Entrante/Preparador         | N.º   | Piloto                      | Rondas  |
| --------------------------- | ----- | --------------------------- | ------- |
| As Pontes Motorsport        | 7     | Antonio Otero               | 1       |
| AECD                        | 12    | Álvaro Serrano (SJ)(R)      | Todas   |
| Automóvil Club Madrid Sport | 10    | Miguel Villacieros          | 1-3     |
| Automóvil Club Madrid Sport | 17    | Ana Barreras (F)            | Todas   |
| Automóvil Club Madrid Sport | 30    | Iker Sukia (S)              | 1, 3    |
| CD Cuenca Motor 4x4         | 42    | Mónica Plaza (F)(R)         | 4       |
| CDE Última Vuelta           | 2     | Rafael Camacho              | 4       |
| CDE Última Vuelta           | 8     | Alberto González            | Todas   |
| Eficar Team                 | 3 2 6 | Pablo Amorós (S)            | 1 2 3-4 |
| Eficar Team                 | 5     | Jorge J. Rodríguez (SJ)(R)  | Todas   |
| Eficar Team                 | 11    | Alejandro Romero (S)(R)     | Todas   |
| Eficar Team                 | 27    | Alejandro Morales (J)       | 1-3     |
| Eficar Team                 | 53    | José M. Rodríguez (J)       | Todas   |
| Over Car Team               | 6     | Álvaro Vela                 | 1-2     |
| Over Car Team               | 35    | Ángel Rodríguez (S)         | Todas   |
| Paradinas Motorsport        | 4     | Iñaki Gesalaga (S)          | 1-3     |
| Paradinas Motorsport        | 13    | Sergio López (J)            | Todas   |
| Paradinas Motorsport        | 23    | Miguel González             | 1-2, 4  |
| Paradinas Motorsport        | 36    | Adán Quesada                | 1       |
| PTE - Club Jarama Sport     | 7     | Busian Fontán (R)           | 2-4     |
| PTE - Club Jarama Sport     | 56    | Samuel Gómez (S)(R)         | 3       |
| RACE                        | 2     | Roldán Rodríguez (I)        | 1       |
| RACE                        | 2     | Miguel Portillo (I)         | 1       |
| RACE                        | 9     | Eduardo Alonso (R)          | 4       |
| RACE                        | 26    | Isidro Callejas (SJ)(R)     | Todas   |
| Rasante Sport               | 3     | Vivi García (I)             | 2       |
| Rasante Sport               | 3     | Sergio Cabal (S)(R)         | 3-4     |
| Rasante Sport               | 44    | Luis Ulecia (S)             | 1       |
| Teo Martín Motorsport       | 1     | Antonio Albacete III (I)    | 4       |
| VSR Motorsport              | 2     | Fernando Navarrete (I)      | 3       |
| VSR Motorsport              | 33    | Félix Aparicio (SJ)(R)      | Todas   |
|                             | 77    | Jean Louis Carponcin (S)(R) | 4       |

- (F) = Fémina,  (J) = Júnior,  (SJ) = SuperJunior,  (S) = Sénior, (R) = Rookie, (I) = Invitado

## Calendario
| Ronda | Ronda | Circuito            | Fecha           | Acompaña a       |
| ----- | ----- | ------------------- | --------------- | ---------------- |
| 1     | C1    | Circuito del Jarama | 23 de marzo     | RACE de Turismos |
| 1     | C2    | Circuito del Jarama | 23 de marzo     | RACE de Turismos |
| 2     | C1    | Circuito de Navarra | 5 de mayo       | CECyL            |
| 2     | C2    | Circuito de Navarra | 5 de mayo       | CECyL            |
| 3     | C1    | MotorLand Aragón    | 1 de septiembre |                  |
| 3     | C2    | MotorLand Aragón    | 1 de septiembre |                  |
| 4     | C1    | Circuito del Jarama | 16 de noviembre |                  |
| 4     | C2    | Circuito del Jarama | 16 de noviembre |                  |
| C     | C1    | Circuito de Jerez   | 15 de diciembre |                  |
| C     | C2    | Circuito de Jerez   | 15 de diciembre |                  |

## Resultados

### Campeonato de pilotos
- Sistema de puntuación:

| Posición | 1.º | 2.º | 3.º | 4.º | 5.º | 6.º | 7.º | 8.º | 9.º | 10.º | 11.º | 12.º | 13.º | 14.º | 15.º | 16.º | 17.º | 18.º | 19.º | 20.º | T1 | T2 | T3 | VR |
| -------- | --- | --- | --- | --- | --- | --- | --- | --- | --- | ---- | ---- | ---- | ---- | ---- | ---- | ---- | ---- | ---- | ---- | ---- | -- | -- | -- | -- |
| Puntos   | 35  | 30  | 27  | 25  | 23  | 21  | 19  | 17  | 15  | 13   | 11   | 9    | 8    | 7    | 6    | 5    | 4    | 3    | 2    | 1    | 15 | 10 | 5  | 5  |

- Resultados:

| 1                                                   | Miguel Villacieros         | T1 | 1   | 3   | T3 | 4   | 1   | T3 | 3   | 3   | T1 | 6   | 1   | 19 | (356 - 27)     | 329   |
| 2                                                   | Sergio López (J)           |    | 4   | 2   | T1 | 1   | 3   |    | 16  | 11  | T2 | 1   | 4   | 24 | (281,5 - 12)   | 269,5 |
| 3                                                   | Ángel Rodríguez (S)        | T2 | 2   | 9   |    | 3   | 2   | T2 | 8   | 9   |    | 3   | 6   |    | (265,5 - 15)   | 250,5 |
| 4                                                   | Félix Aparicio (SJ)(R)     |    | 16  | 14  |    | 5   | 6   | T1 | 4   | 6   | T3 | 2   | 7   | 2  | (224 - 7)      | 217   |
| 5                                                   | Alejandro Romero (S)(R)    | T3 | 5   | Ret |    | 7   | 10  |    | 14  | 8   |    | 5   | 15  |    |                | 158   |
| 6                                                   | José M. Rodríguez(J)       |    | 6   | 6   |    | 14  | 5   |    | 2   | 4   |    | 10  | 8   |    | (165,5 - 10,5) | 155   |
| 7                                                   | Jorge J. Rodríguez (SJ)(R) |    | 8   | 7   |    | 11  | 9   |    | 10  | 10  |    | 11  | 3   |    | (166 - 15)     | 151   |
| 8                                                   | Busian Fontán (R)          |    |     |     |    | 8   | 11  |    | 7   | 2   |    | 12  | 9   |    |                | 139,5 |
| 9                                                   | Isidro Callejas (SJ)(R)    |    | 15  | 5   |    | 10  | Ret |    | 13  | Ret |    | 4   | 5   |    |                | 138,5 |
| 10                                                  | Álvaro Vela                |    | 3   | 8   | T2 | 2   | 13  |    |     |     |    |     |     |    |                | 130,5 |
| 11                                                  | Pablo Amorós (S)           |    | 10  | 1   |    | 9   | Ret |    | 12  | Ret |    | 8   | Ret | 3  |                | 125   |
| 12                                                  | Alberto González           |    | 13  | 15  |    | 13  | 4   |    | 15  | 12  |    | 9   | 12  | 11 | (113 - 6)      | 107   |
| 13                                                  | Alejandro Morales (J)      |    | 14  | 11  |    | 6   | 12  |    | 9   | Ret |    |     |     |    |                | 93,5  |
| 14                                                  | Samuel Gómez               |    |     |     |    |     |     |    | 5   | 5   |    |     |     |    |                | 65,5  |
| 15                                                  | Iker Sukia (S)             |    | 7   | 13  |    |     |     |    | 6   | 7   |    |     |     |    |                | 65    |
| 16                                                  | Iñaki Gesalaga (S)         |    | Ret | 10  |    | Ret | 7   |    | 11  | 16  |    |     |     |    |                | 63,5  |
| 17                                                  | Ana Barreras (F)           |    | Ret | DNS |    | 12  | 8   |    | Ret | DNS |    | 14  | 11  |    |                | 55,5  |
| 18                                                  | Rafael Camacho             |    |     |     |    |     |     |    |     |     |    | 7   | 10  |    |                | 43,5  |
| 19                                                  | Miguel González            |    | 17  | 16  |    |     |     |    | 17  | 14  |    | 16  | 16  |    |                | 40    |
| 20                                                  | Antonio Otero              |    | 12  | 4   |    |     |     |    |     |     |    |     |     | 4  |                | 38,5  |
| 21†                                                 | Luis Ulecia (S)            |    | 9   | 12  |    |     |     |    |     |     |    |     |     |    |                | 31,5  |
| 22                                                  | Sergio Caval               |    |     |     |    |     |     |    | 18  | 13  |    | 17  | 18  |    |                | 31    |
| 23                                                  | Álvaro Serrano (SJ)(R)     |    | Ret | 17  |    | Ret | 14  |    | Ret | 15  |    | 20† | 14  |    |                | 29    |
| 24                                                  | Eduardo Alonso             |    |     |     |    |     |     |    |     |     |    | 15  | 13  |    |                | 19,5  |
| 25                                                  | Adán Quesada               |    | 11  | DSQ |    |     |     |    |     |     |    |     |     |    |                | 16,5  |
| 26                                                  | Mónica Plaza               |    |     |     |    |     |     |    |     |     |    | 18  | 17  |    |                | 11    |
| 27                                                  | Jean Louis Carponcin       |    |     |     |    |     |     |    |     |     |    | 19  | 19  |    |                | 7,5   |
| Pilotos invitados no aptos para puntuar ni bloquear |                            |    |     |     |    |     |     |    |     |     |    |     |     |    |                |       |
|                                                     | Fernando Navarrete         |    |     |     |    |     |     |    | 1   | 1   |    |     |     | ?  |                |       |
|                                                     | Antonio Albacete III       |    |     |     |    |     |     |    |     |     |    | 13  | 2   | 10 |                |       |
|                                                     | Vivi García                |    |     |     |    | 15  | 15  |    |     |     |    |     |     |    |                |       |
|                                                     | Roldán Rodríguez           |    | 18  |     |    |     |     |    |     |     |    |     |     |    |                |       |
|                                                     | Miguel Portillo            |    |     | Ret |    |     |     |    |     |     |    |     |     |    |                |       |